# Premier Guitar
Premier Guitar – miesięcznik muzyczny, wydawany z myślą o gitarzystach. Zawiera przede wszystkim wywiady z muzykami, recenzje albumów i sprzętu muzycznego oraz tabulatury znanych utworów; wydawany jest 12 razy do roku.
Pierwsze wydanie ukazało się w lipcu roku 2007. W już ponad 10 letniej historii czasopisma na jego łamach pojawiły się wywiady z gitarzystami rockowymi, takimi jak Pete Townshend (The Who), Ron Wood (Rolling Stones), Joe Perry (Aerosmith), Guthrie Govan, Brent Hinds i Bill Kelliher (Mastodon), Dave Mustaine i Chris Broderick (Megadeth) i Yuri Landman.